# Adimante de Corinthe
Adimante (en grec ancien Ἀδείμαντος) est un stratège du Ve siècle av. J.-C., père du général Aristéas de Corinthe.

## Biographie

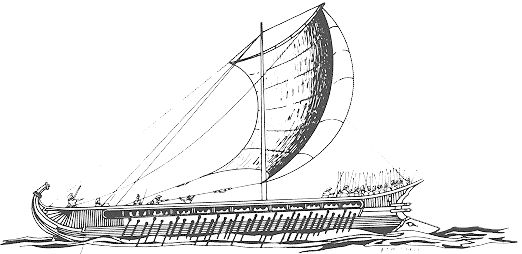
Croquis d'une reconstruction d'une trirème grecque.

Originaire de Corinthe, fils d’Ocytos, Adimante est stratège à la bataille de l'Artémision et amiral de la flotte corinthienne à la bataille de Salamine, où il dirige quarante navires.

### Bataille de l'Artémision
Selon Hérodote, c'est Thémistocle qui convainquit les Grecs de rester en Eubée. Après avoir donné cinq talents à Eurybiade, il dut convaincre Adimante, commandant des Corinthiens, qui résistait et voulait diriger la flotte vers Corinthe :
« Adimante, lui dit Thémistocle avec serment, vous ne nous abandonnerez point, car je vous ferai de plus grands dons que ne vous en ferait le roi des Mèdes pour vous engager à vous séparer des alliés ». Il accompagna ce discours de trois talents, qu'il envoya au vaisseau d'Adimante. Les généraux, ébranlés par ces présents, goûtèrent les raisons de Thémistocle, et l'on obligea les Eubéens.

### Bataille de Salamine
Après la bataille de l'Artémision, qui n'a pas produit de résultats significatifs, la flotte grecque commandée par Eurybiade s'est retirée dans le détroit de Salamine. Les Grecs se sont disputés sur la stratégie à adopter. D'une part les généraux athéniens, dont Thémistocle, voulaient affronter les navires perses, tandis que les généraux péloponnésiens dont Adimante de Corinthe, voulaient opter pour une ligne défensive au niveau de l'isthme de Corinthe, en faisant valoir qu'à Salamine, en cas de défaite, les assiégés n'auraient pas la moindre chance. Finalement, le choix de Thémistocle prévalut et cela conduisit à la bataille de Salamine, où les navires grecs ont vaincu la flotte perse. 
La tradition athénienne, hostile à Corinthe, a décrit Adimante comme un lâche, mais la tradition de Corinthe l’a glorifié comme un héros. Hérodote précise ainsi qu'au début de la bataille de Salamine, dans la panique, Adimante s'enfuit, et que les Corinthiens en voyant le navire amiral fuir, firent de même. Mais au cours de leur fuite, ils croisèrent sur la côte de Salamine, une felouque envoyée par les dieux, dont les occupant prédirent la victoire écrasante des Grecs sur les Perses. L'amiral corinthien donne alors l'ordre de retourner sur le champ de bataille. L'historien grec, quelques phrases plus loin, se rétracte et dit que cet événement pourrait bien être une rumeur lancée par les Athéniens:
« Adimante et les siens virèrent de bord et arrivèrent à la flotte grecque après l'action. Tel est le bruit généralement répandu à Athènes ; mais les Corinthiens, bien loin de convenir de la vérité de ce fait, prétendent s'être signalés des premiers dans le combat naval, et le reste de la Grèce leur rend aussi ce témoignage. »
Sur ces passages concernant Adimante, Dion de Pruse estime que c’était une vengeance d'Hérodote après avoir été mal reçu à Corinthe. Sur cette supposée trahison d'Adimante, Diodore de Sicile ne dit rien. Selon lui, Adimante a été envoyée par les chefs grecs contrer les troupes égyptiennes de la flotte perse au large de Mégare, près de l'entrée ouest de la baie d’Éleusis.